# Vivo (álbum de Virus)

Vivo (También llamado Vivo 1) es el primer álbum en vivo del grupo musical de Argentina Virus, grabado en directo durante una serie de recitales en el Estadio Obras Sanitarias de Buenos Aires los días 14, 15 y 16 de mayo de 1986.
El álbum consiguió el tercer puesto en la lista de los 10 mejores álbumes en vivo de la historia del rock argentino, realizado por la revista Rolling Stone de Argentina en 2007.
Junto con las canciones registradas en vivo está «Imágenes paganas», una nueva canción grabada en estudio que se volvió una de las más aclamadas en la historia del rock ya no sólo argentino sino en todo el rock en español: logrando el puesto 21° en la lista de las 100 mejores canciones del rock argentino por la Rolling Stone de Argentina y MTV en 2002, puesto 35° en una lista similar hecha en 2007 por Rock.com.ar, y puesto 35° en la lista de las 500 mejores canciones iberoamericanas de rock por la revista estadounidense Al Borde en 2006.

## Grabación y contenido
Como consagración de una extensa y exitosa gira musical por todo el interior del país, Virus decide hacer tres fechas consecutivas en el Estadio Obras Sanitarias y grabar en directo.
Para esta serie de conciertos, el grupo –que ya había pasado por varios cambios de estilo musical- decidió incluir algunas canciones de su primera época y reversionarlas.
En aquella época ciertos críticos opinaban de Virus que eran muy profesionales, pero algo fríos sobre el escenario. La respuesta del grupo musical fue preparar el álbum en vivo con un sonido enérgico y vital.
No obstante, algunos críticos objetaron más tarde que el álbum no incluyera algunas de las canciones más populares del grupo, como «Una luna de miel en la mano», «Carolina» o «Amor descartable», a lo que su líder, Federico Moura dijo:

No ibamos a poner hits recientes, por que era como hacer dos discos iguales, lo que intentamos hacer es poner los temas mejores grabados. Poner, por ejemplo "Luna de miel" me parecía, no sé si una estafa, pero si un abuso.

El dato más relevante de Vivo fue la inclusión de «Imágenes paganas», una nueva canción grabada en estudio, la cual fue considerada por parte de la crítica y de los músicos como la mejor composición del año 1986. 
En 1997 saldría Vivo 2 con algunas de las canciones más populares los cuales no habían sido incluido en Vivo.

## Lista de canciones
| N.º   | Título                               | Música                          | Escritor(es)                     | Duración |  |
| 1.    | «Pecados para dos»                   | Enrique Mugetti                 | Enrique Mugetti y Roberto Jacoby | 5:23     |  |
| 2.    | «Dame una señal»                     | Julio Moura                     | Julio Moura                      | 3:47     |  |
| 3.    | «Sin disfraz»                        | Federico Moura                  | Federico Moura y Roberto Jacoby  | 5:33     |  |
| 4.    | «Hay que salir del agujero interior» | Federico Moura                  | Federico Moura y Roberto Jacoby  | 3:15     |  |
| 5.    | «Wadu-Wadu»                          | Julio Moura y Ricardo Serra     | Federico Moura                   | 3:22     |  |
| 6.    | «Imágenes paganas»                   | Enrique Mugetti y Daniel Sbarra | Federico Moura y Roberto Jacoby  | 4:30     |  |
| 7.    | «Pronta entrega»                     | Julio Moura                     | Federico Moura y Roberto Jacoby  | 4:23     |  |
| 8.    | «Qué hago en Manila?»                | Julio Moura                     | Julio Moura y Federico Moura     | 3:56     |  |
| 9.    | «Persuadida»                         | Federico Moura                  | Federico Moura                   | 3:43     |  |
| 10.   | «Densa realidad»                     | Julio Moura                     | Marcelo Moura y Federico Moura   | 4:00     |  |
| 41:56 |                                      |                                 |                                  |          |  |

Todas las canciones de álbum fueron grabadas en vivo, exceptuando «Imágenes paganas».